# 云台

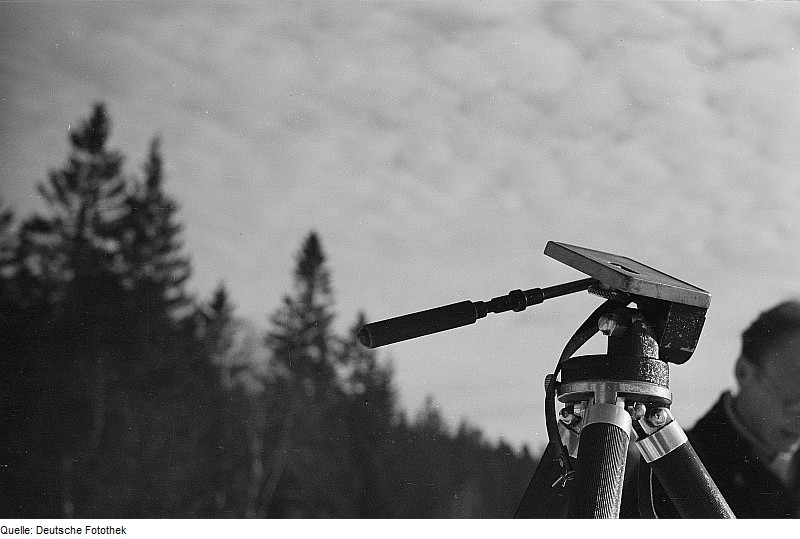
顶部的转动装置即为云台

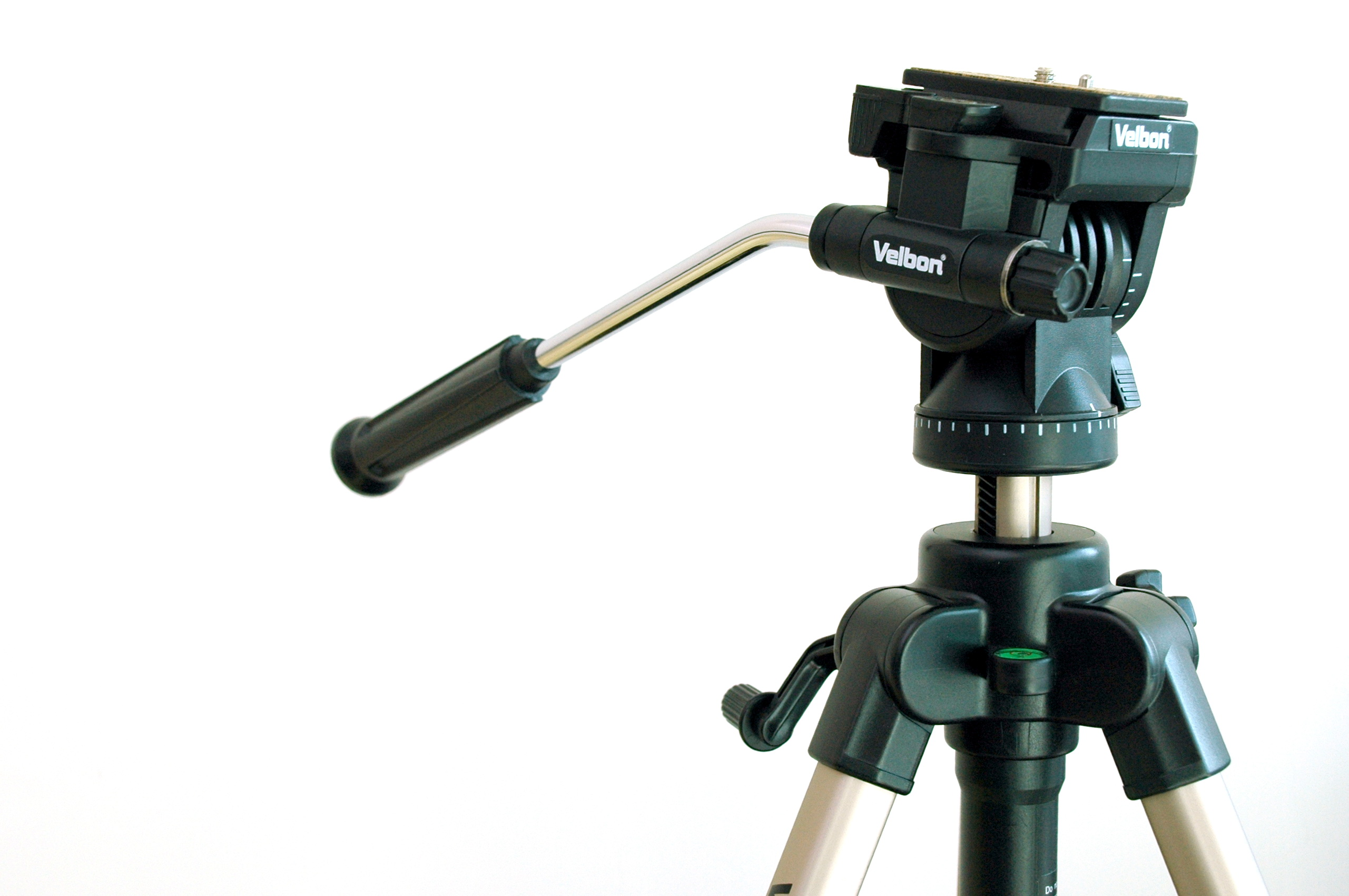
攝錄機專用的可前後傾及水平旋轉油壓雲台

云台（英語：tripod head），是指用来将摄影器材、望远镜和其它光学测量仪器（比如水准仪）的底部和固定支架连接的转向轴。许多高档的照相机三脚架并不提供配套的云台，用户需要自行配备。照相机用的云台可以分为分别调节前后、左右两个方向的角度的三维云台以及可以随意自由转动的球形云台。天文望远镜使用的赤道仪也可看做云台，使用时将这种装置的两个转轴分别垂直和平行于地球赤道的方向。因此在长时间观测天体的时候，只需要根据地球的自传调节其中一个维度（赤经）就可以锁定观测目标。监控用的摄像机以及大型的光学设备如天文台内的望远镜一般使用的都是电动的云台装置。為確保構圖保持水平避免歪斜，雲台常裝有水準管讓攝影者可校正水平。一些雲台有快拆式設計，使用者可方便迅速的裝卸攝影機或相機。

## 种类

### 摄影

#### 球型云台

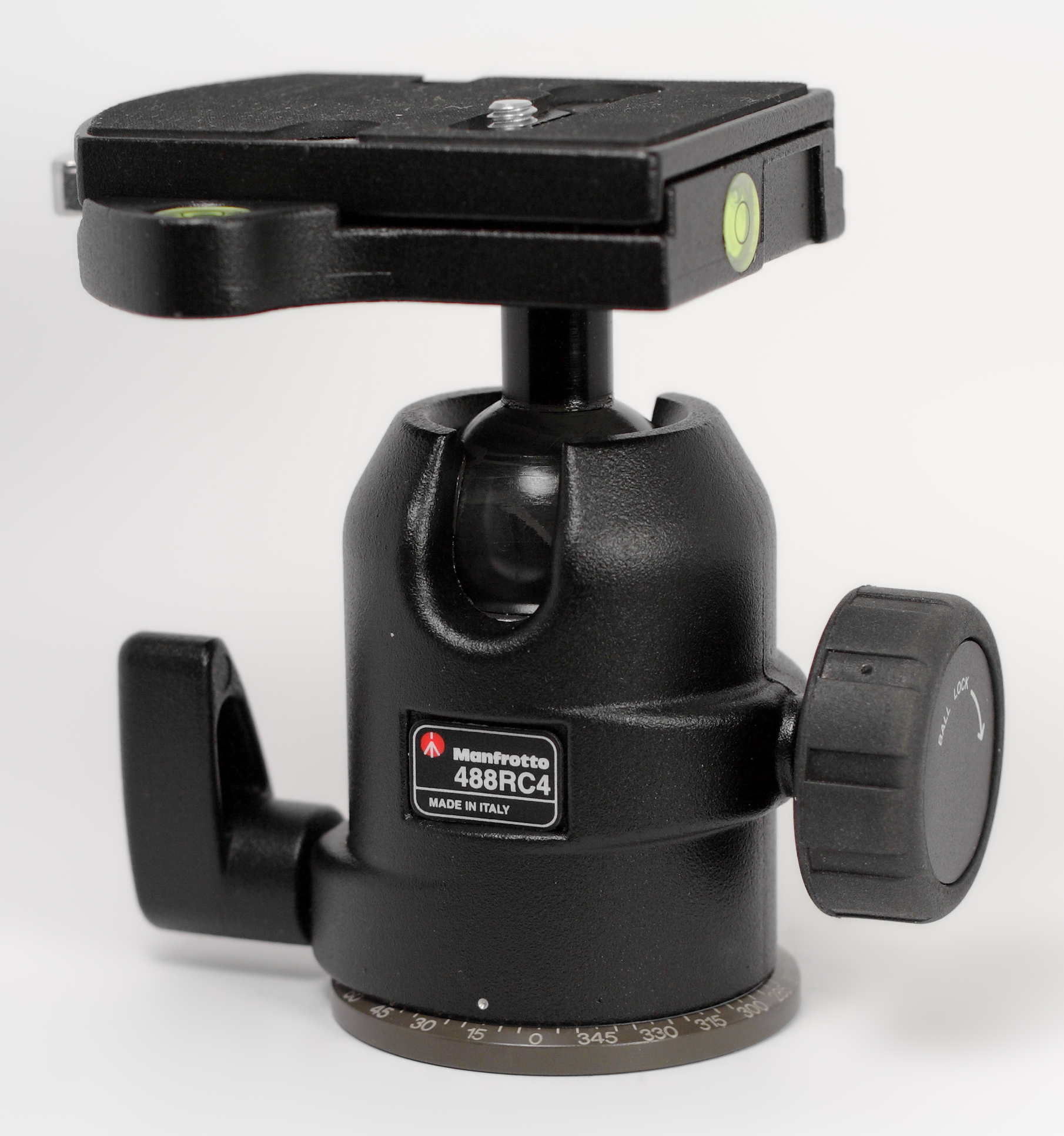
拥有平转和球转锁定的球形云台

球型云台（ball head）是一种类似球窝关节的云台设计，让连接相机的一端底部为球形在凹槽内活动，并配有可以用摩擦上紧来锁住球头的旋钮。球型云台是结构相对简单的一种云台，使用也较为方便，但是对部件加工的精度要求很高，因此价格并非最便宜的，而且细微调整的精度并不高。

#### 三维云台

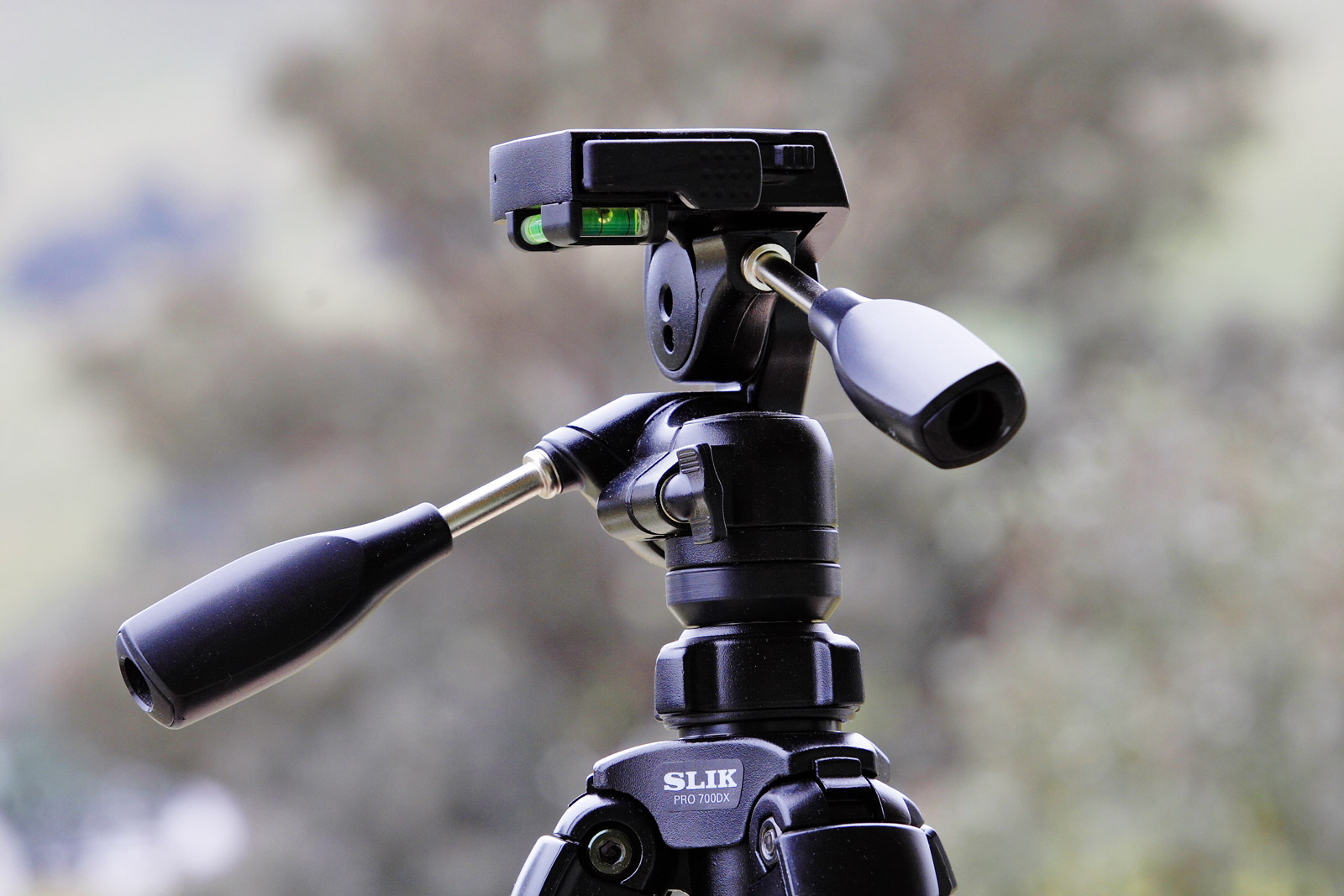
拥有平转、侧倾和纵倾控制的三维云台

三维云台（pan head）也称旋转俯仰云台（pan-and-tilt head），使用三个通常不相互交叉、但可以锁住的枢纽关节来让相机实现三个垂直轴的独立运动（一些特种三维云台，比如Induro PHQ系列，可以拥有最多五个旋轴）。三维云台通常配有至少一个水平仪，而且结构上远比球型云台复杂。三维云台可以用来摄影全景图，但是因为平转的旋轴通常并不与相机的入射瞳（entrance pupil）对齐，因此会出现视差问题。

#### 齿轮云台

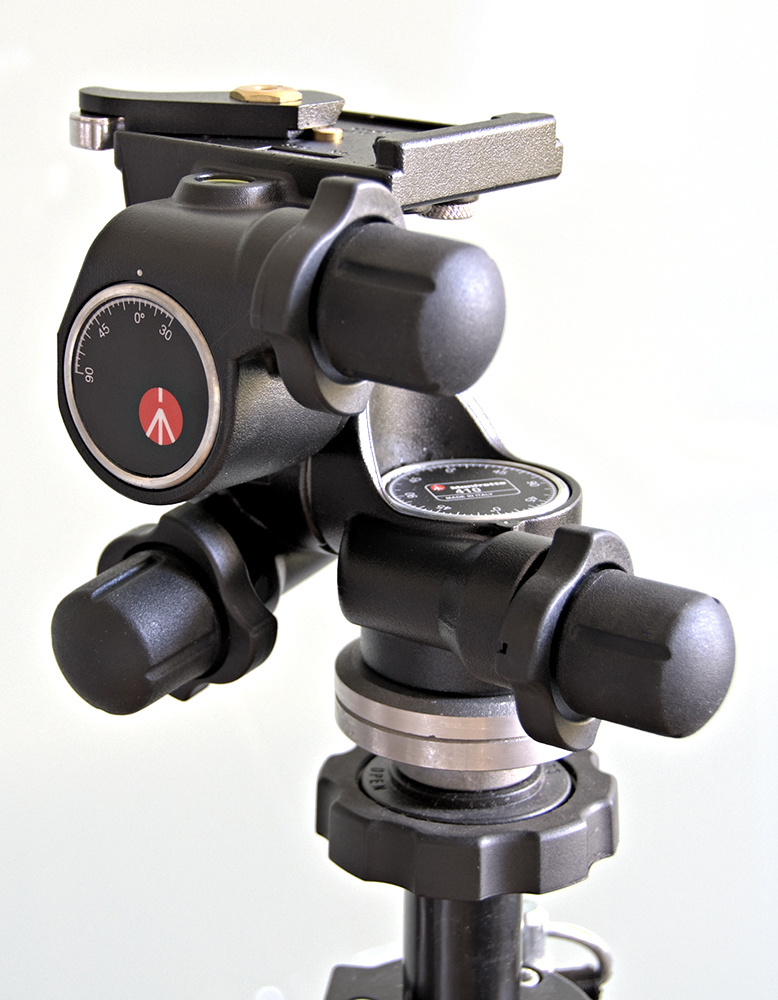
Manfrotto 410 Junior齿轮云台

齿轮云台（geared head）和三维云台相似，但是在每个旋轴上增加了齿轮，用来提供更准确的细调，但是因此重量也要更重。

#### 全景云台
全景云台（panoramic head）可以让相机绕着镜头的入射瞳进行平转。市场上的全景云台基本上分为单排云台（single-row head）和多排云台（multi-row head）两种。

#### 悬臂云台
悬臂云台（gimbal head）主要为长焦距、重量大的远摄镜头设计，可以平衡相机和镜头的同时用松紧调节营造出一种“失重”效果，用来轻易进行垂轴和横轴跟踪快速移动的物体，在应付沉重器材方面优于几乎所有其他设计，但是通常缺乏精确角运动的能力。

### 录影

#### 液压云台
液压云台（fluid head）是影视工业使用的主要云台设计，用内部液体来减少振颤和突然抽搐造成震动的风险，可以为最重的摄影器材提供极其平滑的自由运动。

#### 摄影吊臂
摄影吊臂（camera crane）可以让摄影器材在加长的圆弧上运动。